# 4 x 400 meter stafett för damer i friidrott vid olympiska sommarspelen 1988
4 x 400 meter för damer vid olympiska sommarspelen 1988 i Seoul avgjordes den 1 oktober. 

## Medaljörer
| Gren          | Guld | Guld         | Silver | Silver  | Brons | Brons   |
| 4 x 400 meter | Sovjetunionen · Tatjana Ledovskaja · Olga Nazarova · Marija Pinigina · Olga Bryzgina · Ljudmila Dzjigalova* | 3.15,17 (VR) | USA · Denean Howard-Hill · Diane Dixon · Valerie Brisco-Hooks · Florence Griffith-Joyner · Sherri Howard* · Lillie Leatherwood* | 3.15,51 | Östtyskland · Dagmar Rubsam-Neubauer · Kirsten Siemon-Emmelmann · Sabine Busch · Petra Muller · Grit Breuer* | 3.18,29 |

## Resultat

### Final
- Hölls lördagen den 1988-10-01

| Placering | Nation         | Löpare                                                                          | Tid        |
| --------- | -------------- | ------------------------------------------------------------------------------- | ---------- |
|           | Sovjetunionen  | • Tatjana Ledovskaja • Olga Nazarova • Marija Pinigina • Olga Bryzgina          | 3.15,17 WR |
|           | USA            | • Denean Howard • Diane Dixon • Valerie Brisco-Hooks • Florence Griffith-Joyner | 3.15,51    |
|           | Östtyskland    | • Dagmar Neubauer • Kirsten Emmelmann • Sabine Busch • Petra Müller             | 3.18,29    |
| 4.        | Västtyskland   | • Ute Thimm • Helga Arendt • Andrea Thomas • Gudrun Abt                         | 3.22,49    |
| 5.        | Jamaica        | • Sandie Richards • Andrea Thomas • Cathy Rattray-Williams • Sharon Powell      | 3.23,13    |
| 6.        | Storbritannien | • Linda Keough • Jennifer Stoute • Angela Piggford • Sally Gunnell              | 3.26,89    |
| 7.        | Frankrike      | • Fabienne Ficher • Nathalie Simon • Nadine Debois • Evelyn Elien               | 3.29,37    |
| —         | Kanada         | • Charmaine Crooks • Molly Killingbeck • Marita Payne • Jillian Richardson      | DNF        |

### Semifinaler
- Hölls fredagen den 1988-09-30

| Placering | Nation         | Löpare                                                                                    | Tid     |
| --------- | -------------- | ----------------------------------------------------------------------------------------- | ------- |
| 1.        | Östtyskland    | • Grit Breuer • Dagmar Neubauer • Kirsten Emmelmann • Petra Müller                        | 3.27,37 |
| 2.        | Kanada         | • Charmaine Crooks • Esmie Lawrence • Marita Payne • Jillian Richardson                   | 3:27.63 |
| 3.        | Västtyskland   | • Helga Arendt • Michaela Schabinger • Gisela Kinzel • Gudrun Abt                         | 3:27.75 |
| 4.        | Storbritannien | • Linda Keough • Jennifer Stoute • Janet Smith • Sally Gunnell                            | 3:28.52 |
| 5.        | Frankrike      | • Fabienne Ficher • Nathalie Simon • Evelyn Elien • Nadine Debois                         | 3:29.95 |
| 6.        | Nigeria        | • Falilat Ogunkoya • Kehinde Vaughan • Airat Bakare • Mary Onyali                         | 3:30.21 |
| 7.        | Indien         | • Mercy Kuttanmath Alapurackal • Vandana Rao • Vandana Shanbagh • Shin Kurisingal Abraham | 3:30.21 |
| —         | Australien     | • Debbie Flintoff-King • Maree Holland • Kerry Johnson • Jennifer Laurendet               | DNF     |

| Placering | Nation        | Löpare                                                                  | Tid     |
| --------- | ------------- | ----------------------------------------------------------------------- | ------- |
| 1.        | USA           | • Lillie Leatherwood • Sherri Howard • Denean Howard • Diane Dixon      | 3.25,86 |
| 2.        | Jamaica       | • Marcia Tate • Andrea Thomas • Cathy Rattray-Williams • Sharon Powell  | 3:26.83 |
| 3.        | Sovjetunionen | • Ljudmila Dzjigalova • Olga Nazarova • Marija Pingina • Olga Bryzgina  | 3:27.14 |
| 4.        | Brasilien     | • Tania Miranda • Suzete Montalvao • Soraya Telles • Maria Figueiredo   | 3:36.81 |
| 5.        | Sydkorea      | • Yang Kyoung-Hee • Choi Se-Beom • Lim Chun-Ae • Kim Soon-Ja            | 3:51.09 |
| —         | Colombia      | • Olga Escalante • Norfalia Carabali • Amparo Caicedo • Ximena Restrepo | DSQ     |
| —         | Uganda        | • Jane Ajilo • Grace Buzu • Farida Kyakutema • Ruth Kyalisiima          | DNS     |
| —         | Spanien       | • Blanca Lacambra • Esther Lahoz • Cristina Pérez • Teresa Zuñiga       | DNS     |